# Михайловский (Хмелевское сельское поселение)
Не следует путать с другим одноимённым посёлком в том же административном районе.
Михайловский — посёлок в Выгоничском районе Брянской области, в составе Хмелевского сельского поселения. Расположен в 5 км к северо-востоку от села Сосновое Болото. Население — 2 человека (2010 год).

## История
Упоминается с 1920-х гг.; до 2005 года входил в Сосновоболотский сельсовет. В период временного расформирования Выгоничского района — в Почепском (1932—1939 и 1963—1965), Трубчевском (1965—1977) районе.
| Годы      | 1926 | 1979 | 1989 | 2002 | 2010 |
| --------- | ---- | ---- | ---- | ---- | ---- |
| Население | 148  | 49   | 26   | 10   | 2    |